# Île de la Cohue
Pour les articles homonymes, voir Cohue.
L'île de la Cohue est une des trois îles de l'Oise faisant partie du territoire de la commune de L'Isle-Adam (Val-d'Oise). Plus petite des trois îles, elle tire son nom des foules qui se pressaient pour assister à des fêtes sur son sol sous l'Ancien Régime. L'île abritait la maison du maître de pont, dirigeant des Compagnons de l'Arche chargés d'assurer le halage des embarcations à ce niveau délicat de la rivière.
L'île est toujours construite et habitée aujourd'hui. Elle est reliée à l'île voisine du Prieuré. Elle est également reliée au centre-ville de L'Isle-Adam, sur la rive gauche de l'Oise, par le pont du Cabouillet, monument historique du XVe siècle. Enfin, une passerelle en bois permet de la rejoindre et d'y effectuer des promenades depuis le quai de l'Oise. L'île abrite des habitations, un restaurant et offre une vue sur la plage de L'Isle-Adam.